# Mama Weer All Crazee Now
Mama Weer All Crazee Now è un singolo del gruppo rock britannico Slade, pubblicato nel 1972.

## Il brano
Il brano è stato scritto da Noddy Holder e Jim Lea ed è stato estratto dal terzo album in studio del gruppo, Slayed?.

## Tracce
- 7"

1. Mama Weer All Crazee Now - 3:43
2. Man Who Speeks Evil - 3:15

## Formazione
- Noddy Holder - voce, chitarra
- Dave Hill - chitarra, cori
- Jim Lea - basso, cori
- Don Powell - batteria